# Kurzbahneuropameisterschaften 2009
| Kurzbahneuropameisterschaften 2009 | Kurzbahneuropameisterschaften 2009 |
| ---------------------------------- | ---------------------------------- |
| Veranstaltungsort                  | Istanbul                           |
| Teilnehmende Nationen              | 42                                 |
| Teilnehmende Athleten              | ca. 600                            |
| Entscheidungen                     | 38                                 |
| Eröffnung                          | 10. Dezember 2009                  |
| Abschluss                          | 13. Dezember 2009                  |

| Medaillenspiegel | Medaillenspiegel       | Medaillenspiegel | Medaillenspiegel | Medaillenspiegel | Medaillenspiegel |
| Platz            | Land                   | G                | S                | B                | Gesamt           |
| ---------------- | ---------------------- | ---------------- | ---------------- | ---------------- | ---------------- |
| 1                | Niederlande            | 10               | 3                | 1                | 14               |
| 2                | Russland               | 8                | 5                | 8                | 21               |
| 3                | Frankreich             | 6                | 2                | 3                | 11               |
| 4                | Deutschland            | 5                | 3                | 4                | 12               |
| 5                | Ungarn                 | 3                | 4                | 1                | 8                |
| 6                | Kroatien               | 2                | 3                | 0                | 5                |
| 7                | Dänemark               | 2                | 1                | 5                | 8                |
| 8                | Italien                | 1                | 3                | 1                | 5                |
| 9                | Österreich             | 1                | 0                | 1                | 2                |
| 9                | Norwegen               | 1                | 0                | 1                | 2                |
| 9                | Vereinigtes Königreich | 1                | 0                | 1                | 2                |
| 12               | Schweden               | 0                | 3                | 2                | 5                |
| 13               | Spanien                | 0                | 2                | 3                | 5                |
| 14               | Polen                  | 0                | 2                | 0                | 2                |
| 15               | Serbien                | 0                | 1                | 2                | 3                |
| 16               | Slowenien              | 0                | 1                | 1                | 2                |
| 16               | Belarus                | 0                | 1                | 1                | 2                |
| 18               | Estland                | 0                | 1                | 0                | 1                |
| 18               | Litauen                | 0                | 1                | 0                | 1                |
| 20               | Finnland               | 0                | 0                | 1                | 1                |
| 20               | Israel                 | 0                | 0                | 1                | 1                |
| 20               | Ukraine                | 0                | 0                | 1                | 1                |
| Total            | Total                  | 40               | 36               | 38               | 114              |

Die Kurzbahneuropameisterschaften 2009 im Schwimmen fanden vom 10. bis 13. Dezember 2009 in Istanbul (Türkei) statt und wurden vom europäischen Schwimmverband LEN organisiert.
Die Wettkämpfe fanden in der 1986 errichteten Abdi İpekçi Arena statt, in welcher temporär zwei 25-Meter-Becken für Training und Wettkämpfe errichtet wurden.

## Neuerungen und Besonderheiten
Bei diesen Wettkämpfen sind einige Neuerung zum ersten Mal zum Einsatz gekommen. So zum Beispiel wurden erstmals nicht nur in den Vorläufen alle zehn Bahnen im Schwimmbecken von Schwimmern und Schwimmerinnen belegt, sondern auch in den Halbfinals und Finals. Dies war bisher der Fall, da die Schwimmer an den Außenbahnen wegen des stärkeren Wellengangs für benachteiligt gehalten wurden.
Weitere Neuerungen betrafen die Startblöcke am Beckenrand. Sie wiesen eine stärkere Neigung auf als bisher und waren in fünf Stufen verstellbar. Sie sollten vor allem die Reaktionszeit herabsetzen und die Hebelwirkung beim Abstoß verstärken.
Außerdem waren diese Kurzbahneuropameisterschaften die letzten großen internationalen Wettkämpfe, bei welchen die modernen Ganzkörperanzüge, mit welchen 2009 127 neue Weltrekorde geschwommen wurden, erlaubt waren, da sie seit dem 1. Januar 2010 von der FINA nicht mehr zugelassen sind.
Während der Wettkämpfe wurden insgesamt 14 Welt- und 12 Europarekorde, sowie 13 deutsche und 14 österreichische Rekorde erschwommen.
Der erfolgreichste Schwimmer in Istanbul war der Russe Stanislaw Donez mit dem Gewinn von vier Europameistertitel über 50 Meter, 100 Meter und 200 Meter Rücken sowie über 4 × 50 Meter Lagen. Über 100 Meter Rücken, dem schnellsten je geschwommenen Rennen über diese Distanz, gelang ihm gemeinsam mit seinem Landsmann Arkadi Wjattschanin das einzigartige Kunststück zeitgleich in Weltrekordzeit Europameister zu werden. Die erfolgreichste Schwimmerin dieser Wettkämpfe war die Niederländerin Inge Dekker, welche über 100 Meter Freistil, 50 Meter und 100 Meter Schmetterling, sowie gemeinsam mit der 4-mal-50-Meter-Freistil- und der 4-mal-50-Meter-Lagenstaffel insgesamt fünf Goldmedaillen gewann.
Bemerkenswert ist zusätzlich, dass sowohl die Schweiz mit Patrizia Humplik und Liechtenstein, welches zum ersten Mal bei Kurzbahneuropameisterschaften antraten, mit Julia Hassler nur mit einer Schwimmerin am Start dieser Wettkämpfe waren, bzw. dass Österreich mit 20 Schwimmern und Schwimmerinnen das bislang größte Aufgebot bei internationalen Schwimmwettkämpfen stellte.
Der deutsche Schwimmer Thomas Rupprath konnte seine Serie, bei jeder der bislang 13 abgehaltenen Kurzbahneuropameisterschaften seit 1996 mindestens eine Medaille zu gewinnen, ausbauen, indem er über 50 Meter Rücken und mit der deutschen 4-mal-50-Meter-Lagenstaffel jeweils Vizeeuropameister wurde. Die Serie des slowenischen Schwimmers Peter Mankoč, zum zehnten Mal hintereinander, also seit den Kurzbahneuropameisterschaften 2000 in Valencia, Europameister über 100 Meter Lagen zu werden, konnte mit dem Erreichen des dritten Platzes bei diesen Wettkämpfen nicht fortgesetzt werden.

## Teilnehmende Nationen
Insgesamt nahmen 42 Nationen an den Kurzbahneuropameisterschaften 2009 teil:
| - Albanien - Aserbaidschan - Belgien - Bosnien und Herzegowina - Bulgarien - Dänemark - Deutschland - Estland - Färöer - Finnland - Frankreich - Griechenland - Irland - Island | - Israel - Italien - Kroatien - Lettland - Liechtenstein - Litauen - Luxemburg - Montenegro - Niederlande - Norwegen - Österreich - Polen - Portugal - Rumänien | - Russland - Schweden - Schweiz - Serbien - Slowakei - Slowenien - Spanien - Tschechien - Türkei - Ukraine - Ungarn - Vereinigtes Königreich - Belarus - Zypern |

## Schwimmen Männer

### Freistil

#### 50 m Freistil
Finale am 10. Dezember 2009
| Platz | Land       | Athlet             | Zeit     |
| ----- | ---------- | ------------------ | -------- |
| 1     | Frankreich | Frédérick Bousquet | 00:20,53 |
| 2     | Kroatien   | Duje Draganja      | 00:20,70 |
| 3     | Russland   | Sergei Fessikow    | 00:20,84 |
| 4     | Frankreich | Amaury Leveaux     | 00:20,87 |
| 5     | Russland   | Jewgeni Lagunow    | 00:20,89 |
| 6     | Italien    | Marco Orsi         | 00:20,93 |
| 7     | Schweden   | Petter Stymne      | 00:21,09 |
| 8     | Ungarn     | Krisztián Takács   | 00:21,25 |
| 9     | Italien    | Federico Bocchia   | 00:21,45 |
| 10    | Slowenien  | Jernej Godec       | 00:21,46 |

- Martin Spitzer belegte mit 00:21,59 min (ÖR) im Semifinale Platz 12.
- Marco di Carli belegte mit 00:21,71 min im Semifinale Platz 16.
- Christoph Fildebrandt belegte mit 00:22,13 min im Vorlauf Platz 36.
- Marcel Schaufler belegte mit 00:22,59 min im Vorlauf Platz 50.

#### 100 m Freistil
Finale am 12. Dezember 2009
| Platz | Land            | Athlet                       | Zeit     |
| ----- | --------------- | ---------------------------- | -------- |
| 1     | Frankreich      | Amaury Leveaux               | 00:45,56 |
| 2     | Russland        | Danila Isotow                | 00:45,70 |
| 3     | Russland        | Jewgeni Lagunow              | 00:46,06 |
| 4     | Italien         | Filippo Magnini              | 00:46,26 |
| 5     | Italien         | Marco Orsi                   | 00:46,55 |
| 6     | Verein. Königr. | Craig Gibbons                | 00:46,90 |
| 7     | Ungarn          | Krisztián Takács             | 00:47,31 |
| 8     | Tschechien      | Martin Verner                | 00:47,34 |
| 9     | Deutschland     | Dimitri Colupaev             | 00:47,51 |
| 10    | Portugal        | Alexandre Escudier Agostinho | 00:47,77 |

- Stefan Herbst belegte mit 00:47,76 min im Semifinale Platz 12.
- Christoph Fildebrandt belegte mit 00:48,21 min im Vorlauf Platz 24.
- Dominik Koll belegte mit 00:48,47 min im Vorlauf Platz 33.
- Marcel Schaufler belegte mit 00:48,75 min im Vorlauf Platz 38.

#### 200 m Freistil
Finale am 13. Dezember 2009
| Platz | Land            | Athlet             | Zeit        |
| ----- | --------------- | ------------------ | ----------- |
| 1     | Deutschland     | Paul Biedermann    | 01:39,81 CR |
| 2     | Russland        | Danila Isotow      | 01:40,08    |
| 3     | Russland        | Nikita Lobinzew    | 01:41,52    |
| 4     | Ungarn          | László Cseh        | 01:41,64    |
| 5     | Italien         | Filippo Magnini    | 01:41,65    |
| 6     | Polen           | Paweł Korzeniowski | 01:42,10    |
| 7     | Italien         | Cesare Sciocchetti | 01:43,81    |
| 8     | Österreich      | Dominik Koll       | 01:43,97    |
| 9     | Verein. Königr. | Andrew Hunter      | 01:44,96    |
| 10    | Deutschland     | Dimitri Colupaev   | 01:45,86    |

- Bernhard Wolf belegte mit 01:47,29 min im Vorlauf Platz 36.
- Marcel Schaufler belegte mit 01:48,27 min im Vorlauf Platz 44.

#### 400 m Freistil
Finale am 10. Dezember 2009
| Platz | Land        | Athlet                | Zeit        |
| ----- | ----------- | --------------------- | ----------- |
| 1     | Deutschland | Paul Biedermann       | 03:34,55 CR |
| 2     | Russland    | Nikita Lobinzew       | 03:35,75    |
| 3     | Dänemark    | Mads Glæsner          | 03:36,82    |
| 4     | Italien     | Emiliano Brembilla    | 03:37,57    |
| 5     | Italien     | Federico Colbertaldo  | 03:38,11    |
| 6     | Russland    | Michail Polischtschuk | 03:40,76    |
| 7     | Polen       | Paweł Korzeniowski    | 03:41,02    |
| 8     | Spanien     | Marcos Rivera Miranda | 03:41,29    |
| 9     | Österreich  | Dominik Koll          | 03:41,29    |
| 10    | Deutschland | Christian Kubusch     | 03:41,68    |

#### 1500 m Freistil
Finale am 12. Dezember 2009
| Platz | Land        | Athlet                | Zeit     |
| ----- | ----------- | --------------------- | -------- |
| 1     | Deutschland | Jan Wolfgarten        | 14:20,44 |
| 2     | Italien     | Federico Colbertaldo  | 14:25,68 |
| 3     | Dänemark    | Mads Glæsner          | 14:26,74 |
| 4     | Frankreich  | Sebastian Rouault     | 14:30,58 |
| 5     | Spanien     | Marcos Rivera Miranda | 14:32,56 |
| 6     | Deutschland | Christian Kubusch     | 14:37,28 |
| 7     | Färöer      | Pál Joensen           | 14:38,00 |
| 8     | Russland    | Witali Romaowitsch    | 14:41,05 |
| 9     | Niederlande | Job Kienhuis          | 14:41,14 |
| 10    | Russland    | Sergei Boschakow      | 14:44,25 |

### Schmetterling

#### 50 m Schmetterling
Finale am 13. Dezember 2009
| Platz | Land        | Athlet               | Zeit        |
| ----- | ----------- | -------------------- | ----------- |
| 1     | Deutschland | Johannes Dietrich    | 00:22,07 CR |
| 2     | Frankreich  | Frédérick Bousquet   | 00:22,17    |
| 3     | Russland    | Jewgeni Korotyschkin | 00:22,34    |
| 4     | Slowenien   | Jernej Godec         | 00:22,50    |
| 5     | Kroatien    | Mario Todorović      | 00:22,72    |
| 6     | Niederlande | Joeri Verlinden      | 00:22,75    |
| 7     | Serbien     | Ivan Lendjer         | 00:22,79    |
| 8     | Niederlande | Bastiaan Tamminga    | 00:22,85    |
| 9     | Dänemark    | Jakob Andkjær        | 00:22,87    |
| 10    | Tschechien  | Michal Rubacek       | 00:22,97    |

- Martin Spitzer belegte mit 00:23,26 min im Semifinale Platz 18.
- Marco Ebenbichler belegte mit 00:24,10 min im Vorlauf Platz 48.

#### 100 m Schmetterling
Finale am 11. Dezember 2009
| Platz | Land            | Athlet               | Zeit        |
| ----- | --------------- | -------------------- | ----------- |
| 1     | Russland        | Jewgeni Korotyschkin | 00:48,93 CR |
| 2     | Slowenien       | Peter Mankoč         | 00:49,65    |
| 3     | Serbien         | Ivan Lendjer         | 00:49,79    |
| 4     | Niederlande     | Joeri Verlinden      | 00:49,88    |
| 5     | Russland        | Nikolai Skworzow     | 00:50,21    |
| 6     | Kroatien        | Mario Todorović      | 00:50,34    |
| 7     | Verein. Königr. | James Antony         | 00:50,66    |
| 8     | Polen           | Bartosz Wiśniewski   | 00:50,79    |
| 9     | Tschechien      | Michal Rubacek       | 00:50,80    |
| 10    | Kroatien        | Dominik Straga       | 00:50,91    |

- Johannes Dietrich belegte mit 00:51,93 min im Semifinale Platz 17.

#### 200 m Schmetterling
Finale am 12. Dezember 2009
| Platz | Land            | Athlet             | Zeit        |
| ----- | --------------- | ------------------ | ----------- |
| 1     | Russland        | Nikolai Skworzow   | 01:49,46 WR |
| 2     | Polen           | Paweł Korzeniowski | 01:50,13    |
| 3     | Österreich      | Dinko Jukić        | 01:50,32    |
| 4     | Verein. Königr. | Joe Roebuck        | 01:51,27    |
| 5     | Niederlande     | Joeri Verlinden    | 01:51,36    |
| 6     | Ungarn          | László Cseh        | 01:51,73    |
| 7     | Israel          | Gal Nevo           | 01:51,84    |
| 8     | Russland        | Maxim Ganichin     | 01:52,29    |
| 9     | Ungarn          | Bence Pulai        | 01:54,04    |
| 10    | Portugal        | Diogo Carvalho     | 01:54,70    |

- Bernhard Wolf belegte mit 01:55,55 min im Vorlauf Platz 15

### Rücken

#### 50 m Rücken
Finale am 11. Dezember 2009
| Platz | Land        | Athlet                  | Zeit        |
| ----- | ----------- | ----------------------- | ----------- |
| 1     | Russland    | Stanislaw Donez         | 00:22,76 ER |
| 2     | Deutschland | Thomas Rupprath         | 00:22,85    |
| 3     | Spanien     | Aschwin Wildeboer Faber | 00:23,07    |
| 4     | Belarus     | Pawel Sankowitsch       | 00:23,28    |
| 5     | Frankreich  | Benjamin Stasiulis      | 00:23,33    |
| 6     | Italien     | Mirco di Tora           | 00:23,45    |
| 7     | Italien     | Damiano Lestingi        | 00:23,62    |
| 8     | Spanien     | Miguel Rando Galvez J.  | 00:23,69    |
| 9     | Deutschland | Marco di Carli          | 00:23,83    |
| 10    | Kroatien    | Ante Cvitkovic          | 00:23,91    |

- Felix Wolf belegte mit 00:24,39 min im Vorlauf Platz 23.
- Martin Spitzer belegte mit 00:24,44 min im Vorlauf Platz 25.
- Lucien Hassdenteufel belegte mit 00:24,63 min im Vorlauf Platz 30.
- Erwin Dokter belegte mit 00:25,12 min im Vorlauf Platz 37.
- Christian Zluga belegte mit 00:25,21 min im Vorlauf Platz 40.

#### 100 m Rücken
Finale am 13. Dezember 2009
| Platz | Land        | Athlet                  | Zeit        |
| ----- | ----------- | ----------------------- | ----------- |
| 1     | Russland    | Stanislaw Donez         | 00:48,97 WR |
| 1     | Russland    | Arkadi Wjattschanin     | 00:48,97 WR |
| 3     | Spanien     | Aschwin Wildeboer Faber | 00:49,05    |
| 4     | Polen       | Radosław Kawęcki        | 00:49,93    |
| 5     | Italien     | Damiano Lestingi        | 00:50,65    |
| 6     | Deutschland | Helge Meeuw             | 00:50,70    |
| 7     | Belarus     | Pawel Sankowitsch       | 00:50,90    |
| 8     | Frankreich  | Jérémy Stravius         | 00:50,94    |
| 9     | Frankreich  | Benjamin Stasiulis      | 00:51,21    |
| 10    | Schweden    | Pontus Renholm          | 00:52,56    |

- Felix Wolf belegte mit 00:52,04 min im Semifinale Platz 18.
- Lucien Hassdenteufel belegte mit 00:52,10 min im Vorlauf Platz 22.
- Sebastian Stoss belegte mit 00:52,38 min im Vorlauf Platz 27.
- Erwin Dokter belegte mit 00:53,14 min im Vorlauf Platz 32.

#### 200 m Rücken
Finale am 10. Dezember 2009
| Platz | Land            | Athlet                 | Zeit        |
| ----- | --------------- | ---------------------- | ----------- |
| 1     | Russland        | Stanislaw Donez        | 01:48,62 CR |
| 2     | Polen           | Radosław Kawęcki       | 01:49,13    |
| 3     | Russland        | Jewgeni Aljoschin      | 01:49,31    |
| 4     | Frankreich      | Joris Hustache         | 01:51,53    |
| 5     | Türkei          | Derya Büyükuncu        | 01:51,54    |
| 6     | Frankreich      | Pierre Roger           | 01:51,56    |
| 7     | Deutschland     | Felix Wolf             | 01:51,59    |
| 8     | Österreich      | Sebastian Stoss        | 01:52,10    |
| 9     | Verein. Königr. | Andrew Hodgson         | 01:52,30    |
| 10    | Spanien         | Miguel Rando Galvez J. | 01:52,49    |

- Lucien Hassdenteufel belegte mit 01:52,83 min im Vorlauf Platz 14.
- Christian Zluga belegte mit 01:57,19 min im Vorlauf Platz 27.

### Brust

#### 50 m Brust
Finale am 12. Dezember 2009
| Platz | Land         | Athlet             | Zeit     |
| ----- | ------------ | ------------------ | -------- |
| 1     | Norwegen     | Aleksander Hetland | 00:26,19 |
| 2     | Italien      | Alessandro Terrin  | 00:26,24 |
| 3     | Serbien      | Čaba Silađi        | 00:26,31 |
| 4     | Italien      | Fabio Scozzoli     | 00:26,41 |
| 5     | Slowenien    | Matjaž Markič      | 00:26,42 |
| 6     | Griechenland | Dimitrios Xynadas  | 00:26,46 |
| 6     | Israel       | Michael Malul      | 00:26,46 |
| 8     | Russland     | Sergei Geibel      | 00:26,53 |
| 9     | Deutschland  | Hendrik Feldwehr   | 00:26,56 |
| 10    | Slowenien    | Damir Dugonjič     | 00:26,64 |

- Johannes Neumann belegte mit 00:26,85 min im Semifinale Platz 16.
- Hunor Mate belegte mit 00:27,10 min im Vorlauf Platz 23.
- Thomas Narnhofer belegte mit 00:27,75 min im Vorlauf Platz 45.
- Maxim Podoprigora belegte mit 00:27,99 min im Vorlauf Platz 47.

#### 100 m Brust
Finale am 11. Dezember 2009
| Platz | Land        | Athlet            | Zeit        |
| ----- | ----------- | ----------------- | ----------- |
| 1     | Niederlande | Robin van Aggele  | 00:56,29 ER |
| 2     | Ungarn      | Dániel Gyurta     | 00:56,72    |
| 3     | Ukraine     | Ihor Boryssyk     | 00:56,97    |
| 4     | Italien     | Fabio Scozzoli    | 00:57,01    |
| 5     | Russland    | Grigori Falko     | 00:57,28    |
| 6     | Slowenien   | Damir Dugonjič    | 00:57,47    |
| 7     | Italien     | Edoardo Giorgetti | 00:57,54    |
| 8     | Österreich  | Hunor Mate        | 00:57,71    |
| 9     | Estland     | Martti Aljand     | 00:57,80    |
| 10    | Serbien     | Čaba Silađi       | 00:57,97    |

- Hendrik Feldwehr belegte mit 00:57,93 min im Semifinale Platz 11.
- Johannes Neumann belegte mit 00:58,10 min im Semifinale Platz 15.

#### 200 m Brust
Finale am 13. Dezember 2009
| Platz | Land            | Athlet               | Zeit        |
| ----- | --------------- | -------------------- | ----------- |
| 1     | Ungarn          | Dániel Gyurta        | 02:00,67 WR |
| 2     | Russland        | Grigori Falko        | 02:02,50    |
| 3     | Russland        | Maxim Schtscherbakow | 02:03,76    |
| 4     | Verein. Königr. | Kristopher Gilchrist | 02:04,16    |
| 5     | Spanien         | Sergio García        | 02:05,56    |
| 6     | Ukraine         | Ihor Boryssyk        | 02:05,82    |
| 7     | Österreich      | Hunor Mate           | 02:05,89    |
| 8     | Dänemark        | Chris Christensen    | 02:06,09    |
| 9     | Spanien         | Melquíades Álvarez   | 02:06,35    |
| DSQ   | Ungarn          | Akos Molnar          |             |

- Johannes Neumann belegte mit 02:08,77 min im Vorlauf Platz 23.
- Maxim Podoprigora belegte mit 02:09,02 min im Vorlauf Platz 25.
- Thomas Narnhofer belegte mit 02:11,93 min im Vorlauf Platz 35.

### Lagen

#### 100 m Lagen
Finale am 13. Dezember 2009
| Platz | Land            | Athlet              | Zeit     |
| ----- | --------------- | ------------------- | -------- |
| 1     | Kroatien        | Duje Draganja       | 00:51,20 |
| 2     | Russland        | Sergei Fessikow     | 00:51,29 |
| 3     | Slowenien       | Peter Mankoč        | 00:51,52 |
| 4     | Niederlande     | Robin van Aggele    | 00:51,93 |
| 5     | Litauen         | Vytautas Janušaitis | 00:52,50 |
| 6     | Spanien         | Alan Cabello Forns  | 00:52,55 |
| 7     | Türkei          | Serkan Atasay       | 00:52,93 |
| 8     | Italien         | Christian Galenda   | 00:52,94 |
| 9     | Deutschland     | Marco di Carli      | 00:53,36 |
| 10    | Verein. Königr. | Ian Hulme           | 00:53,43 |

#### 200 m Lagen
Finale am 10. Dezember 2009
| Platz | Land            | Athlet              | Zeit        |
| ----- | --------------- | ------------------- | ----------- |
| 1     | Österreich      | Markus Rogan        | 01:51,72 ER |
| 2     | Litauen         | Vytautas Janušaitis | 01:52,22    |
| 3     | Spanien         | Alan Cabello Forns  | 01:53,04    |
| 4     | Österreich      | Dinko Jukić         | 01:53,81    |
| 5     | Israel          | Gal Nevo            | 01:54,17    |
| 6     | Verein. Königr. | Joe Roebuck         | 01:54,24    |
| 7     | Ungarn          | László Cseh         | 01:54,31    |
| 8     | Portugal        | Diogo Carvalho      | 01:54,58    |
| 9     | Polen           | Łukasz Wójt         | 01:54,81    |
| 10    | Ungarn          | David Verrasztó     | 01:54,90    |

- Dimitri Colupaev belegte mit 01:56,25 min im Vorlauf Platz 15.
- Morten Ahme belegte mit 01:59,67 min im Vorlauf Platz 32.
- Dominik Dür belegte mit 01:59,90 min im Vorlauf Platz 36.

#### 400 m Lagen
Finale am 11. Dezember 2009
| Platz | Land            | Athlet             | Zeit        |
| ----- | --------------- | ------------------ | ----------- |
| 1     | Ungarn          | László Cseh        | 03:57,27 WR |
| 2     | Ungarn          | Dávid Verrasztó    | 04:00,10    |
| 3     | Israel          | Gal Nevo           | 04:00,55    |
| 4     | Verein. Königr. | Joe Roebuck        | 04:01,63    |
| 5     | Polen           | Łukasz Wójt        | 04:03,85    |
| 6     | Spanien         | Alan Cabello Forns | 04:05,09    |
| 7     | Russland        | Alexander Tichonow | 04:05,33    |
| 8     | Verein. Königr. | Lewis Smith        | 04:06,20    |
| 9     | Portugal        | Diogo Carvalho     | 04:08,53    |
| 10    | Dänemark        | Chris Christensen  | 04:11,65    |

- Dominik Dür belegt mit 04:13,33 min im Vorlauf Platz 20.
- Morten Ahme belegt mit 04:13,71 min im Vorlauf Platz 21.

### Staffel

#### Staffel 4 × 50 m Freistil
Finale am 13. Dezember 2009
| Platz | Land            | Athleten                                                                               | Zeit     |
| ----- | --------------- | -------------------------------------------------------------------------------------- | -------- |
| 1     | Frankreich      | - Amaury Leveaux - Jérémy Stravius - David Maitre - Frédérick Bousquet                 | 01:22,96 |
| 2     | Kroatien        | - Duje Draganja - Alexei Puninski - Mario Todorović - Mario Delac                      | 01:23,18 |
| 3     | Italien         | - Marco Orsi - Federico Bocchia - Filippo Magnini - Luca Dotto                         | 01:23,64 |
| 4     | Russland        | - Sergei Fessikow - Jewgeni Lagunow - Oleg Tichobajew - Andrei Gretschin               | 01:23,96 |
| 5     | Deutschland     | - Marco di Carli - Johannes Dietrich - Stefan Herbst - Christoph Fildebrandt           | 01:24,31 |
| 6     | Verein. Königr. | - Craig Gibbons - Charles Turner - Ian Hulme - Matthew Clay                            | 01:25,41 |
| 7     | Finnland        | - Ari-Pekka Liukkonen - Manu Mäntymäki - Andrei Tuomola - Jani Rusi                    | 01:25,55 |
| 8     | Litauen         | - Paulius Viktoravičius - Giedrius Titenis - Vytautas Janušaitis - Mindaugas Sadauskas |          |
| 9     | Schweden        | - Petter Stymne - Henrik Lindau - Mans Hjelm - David Ernstsson                         | 01:26,77 |
| 10    | Dänemark        | - Jakob Andkjær - Emil Dall-Nielsen - Frederik Siem Pedersen - Mads Glæsner            | 01:27,25 |

#### Staffel 4 × 50 m Lagen
Finale am 10. Dezember 2009
| Platz | Land            | Athleten                                                                                          | Zeit         |
| ----- | --------------- | ------------------------------------------------------------------------------------------------- | ------------ |
| 1     | Russland        | - Stanislaw Donez - Sergei Geibel - Jewgeni Korotyschkin - Sergei Fessikow                        | 01:31,80 WBZ |
| 2     | Deutschland     | - Thomas Rupprath - Hendrik Feldwehr - Johannes Dietrich - Stefan Herbst                          | 01:32,02     |
| 3     | Frankreich      | - Benjamin Stasiulis - Hugues Duboscq - Frédérick Bousquet - Amaury Leveaux                       | 01:32,13     |
| 4     | Italien         | - Mirco di Torra - Alessandro Terrin - Rudy Goldin - Filippo Magnini                              | 01:32,17     |
| 5     | Niederlande     | - Nick Driebergen - Robin van Aggele - Joeri Verlinden - Bastiaan Tamminga                        | 01:32,94     |
| 6     | Spanien         | - Aschwin Wildeboer Faber - H. Monteagudo Espinosa - Javier Noriega Sanz - Eloi Saumell Montserat | 01:33,25     |
| 7     | Kroatien        | - Ante Cvitkovic - Vanja Rogulj - Mario Todorović - Alexei Puninski                               | 01:33,48     |
| 8     | Verein. Königr. | - Matthew Clay - Darren Mew - Antoy James - Craig Gibbons                                         | 01:34,20     |
| 9     | Schweden        | - Pontus Renholm - Jakob Dorch - Henrik Lindau - Jonas Persson                                    | 01:34,29     |
| 10    | Slowenien       | - Robert Zbogar - Matjaž Markič - Peter Mankoč - Jernej Godec                                     | 01:35,07     |

- Österreich mit Erwin Doktrer, Thomas Narnhofer, Marco Ebenbichler und Martin Spitzer belegte mit 01:36,28 min im Vorlauf Platz 13.

## Schwimmen Frauen

### Freistil

#### 50 m Freistil
Finale am 13. Dezember 2009
| Platz | Land        | Athlet                   | Zeit        |
| ----- | ----------- | ------------------------ | ----------- |
| 1     | Niederlande | Hinkelien Schreuder      | 00:23,32 CR |
| 2     | Niederlande | Ranomi Kromowidjojo      | 00:23,58    |
| 3     | Deutschland | Dorothea Brandt          | 00:23,74    |
| 4     | Belarus     | Aljaksandra Herassimenja | 00:23,95    |
| 5     | Estland     | Triin Aljand             | 00:24,11    |
| 6     | Schweden    | Josefin Lillhage         | 00:24,33    |
| 7     | Russland    | Swetlana Fedulowa        | 00:24,38    |
| 8     | Ukraine     | Dar'ya Stepanyuk         | 00:24,50    |
| 9     | Belarus     | Swjatlana Chachlowa      | 00:24,51    |
| 10    | Polen       | Agata Korc               | 00:24,54    |

- Daniela Schreiber belegte mit 00:24,53 min im Semifinale Platz 12.
- Fabienne Nadarajah belegte mit 00:24,93 min im Semifinale Platz 20.

#### 100 m Freistil
Finale am 11. Dezember 2009
| Platz | Land        | Athlet              | Zeit        |
| ----- | ----------- | ------------------- | ----------- |
| 1     | Niederlande | Inge Dekker         | 00:51,35 CR |
| 2     | Niederlande | Ranomi Kromowidjojo | 00:51,44    |
| 3     | Dänemark    | Janette Ottesen     | 00:52,18    |
| 4     | Finnland    | Hanna-Maria Seppälä | 00:52,54    |
| 5     | Schweden    | Josefin Lillhage    | 00:52,81    |
| 6     | Deutschland | Daniela Schreiber   | 00:52,95    |
| 7     | Deutschland | Lisa Vitting        | 00:53,55    |
| 8     | Polen       | Katarzyna Wilk      | 00:53,59    |
| 9     | Ukraine     | Dar'Ya Stepanyuk    | 00:53,80    |
| 10    | Schweden    | Claire Hedenskog    | 00:53,83    |

- Birgit Koschischek belegte mit 00:53,86 min im Semifinale Platz 15.
- Dorothea Brandt belegte mit 00:53,97 min im Vorlauf Platz 18, konnte aber nicht aufsteigen, da sie nur die drittschnellste deutsche Schwimmerin war.
- Verena Klocker belegte mit 00:54,93 im Vorlauf Platz 34.

#### 200 m Freistil
Finale am 13. Dezember 2009
| Platz | Land        | Athlet              | Zeit        |
| ----- | ----------- | ------------------- | ----------- |
| 1     | Italien     | Federica Pellegrini | 01:51,17 WR |
| 2     | Ungarn      | Evelyn Verrasztó    | 01:52,61    |
| 3     | Niederlande | Femke Heemskerk     | 01:54,20    |
| 4     | Schweden    | Sarah Sjöström      | 01:54,32    |
| 5     | Russland    | Darja Beljakina     | 01:55,04    |
| 6     | Frankreich  | Camille Muffat      | 01:55,28    |
| 7     | Schweden    | Gabriella Fagundez  | 01:55,94    |
| 8     | Frankreich  | Coralie Balmy       | 01:56,06    |
| 9     | Slowakei    | Katarína Filová     | 01:57,06    |
| 10    | Bulgarien   | Nina Rangelowa      | 01:58,22    |

- Verena Klocker belegte mit 01:57,30 min im Vorlauf Platz 12.
- Daniela Schreiber belegte mit 01:57,70 min im Vorlauf Platz 16.
- Lisa Vitting belegte mit 01:59,91 min im Vorlauf Platz 27.
- Julia Hassler belegte mit 02:02,86 min im Vorlauf Platz 37.

#### 400 m Freistil
Finale am 12. Dezember 2009
| Platz | Land            | Athlet                   | Zeit     |
| ----- | --------------- | ------------------------ | -------- |
| 1     | Frankreich      | Coralie Balmy            | 03:56,55 |
| 2     | Dänemark        | Lotte Friis              | 03:59,06 |
| 3     | Frankreich      | Ophélie-Cyrielle Étienne | O3:59,94 |
| 4     | Ungarn          | Agnes Mutina             | 04:03,49 |
| 5     | Italien         | Alessia Filippi          | 04:03,55 |
| 6     | Spanien         | Erika Villaécija         | 04:03,69 |
| 7     | Verein. Königr. | Sasha Matthews           | 04:04,74 |
| 8     | Niederlande     | Sharon Rouwendaal        | 04:05,14 |
| 9     | Österreich      | Jördis Steinegger        | 04:06,56 |
| 10    | Schweden        | Gabriella Fagundez       | 04:07,34 |

- Isabelle Härle belegte mit 04:08,38 min im Vorlauf Platz 14.
- Franziska Jansen belegte mit 04:09,44 min im Vorlauf Platz 15.
- Julia Hassler belegte mit 04:16,32 min im Vorlauf Platz 30.

#### 800 m Freistil
Finale am 11. Dezember 2009
| Platz | Land            | Athlet                   | Zeit     |
| ----- | --------------- | ------------------------ | -------- |
| 1     | Dänemark        | Lotte Friis              | 08:08,02 |
| 2     | Spanien         | Erika Villaécija         | 08:13,93 |
| 3     | Frankreich      | Ophélie-Cyrielle Étienne | 08:16,20 |
| 4     | Deutschland     | Isabelle Härle           | 08:16,58 |
| 5     | Slowenien       | Nina Cesar               | 08:24,29 |
| 6     | Verein. Königr. | Sasha Matthews           | 08:26,05 |
| 7     | Deutschland     | Franziska Jansen         | 08:27,34 |
| 8     | Österreich      | Jördis Steinegger        | 08:28,46 |
| 9     | Ungarn          | Boglárka Kapás           | 08:29,21 |
| 10    | Spanien         | Eider Santamaria Marin   | 08:33,64 |

- Julia Hassler belegte mit 08:33,81 min im Lauf der langsameren Schwimmerinnen Platz 2, womit sie den 11. Endrang belegte.

### Schmetterling

#### 50 m Schmetterling
Finale am 11. Dezember 2009
| Platz | Land        | Athlet              | Zeit        |
| ----- | ----------- | ------------------- | ----------- |
| 1     | Niederlande | Inge Dekker         | 00:25,00 CR |
| 1     | Niederlande | Hinkelien Schreuder | 00:25,00 CR |
| 3     | Norwegen    | Ingvild Snildal     | 00:25,10    |
| 4     | Dänemark    | Jeanette Ottesen    | 00:25,28    |
| 5     | Frankreich  | Diane Bui Duyet     | 00:25,39    |
| 6     | Estland     | Triin Aljand        | 00:25,44    |
| 7     | Schweden    | Sarah Sjöström      | 00:25,58    |
| 8     | Österreich  | Fabienne Nadarajah  | 00:25,64    |
| 9     | Israel      | Amit Ivry           | 00:25,79    |
| 10    | Belarus     | Swjatlana Chachlowa | 00:25,84    |

- Lena Kalla belegte mit 00:26,79 min im Vorlauf Platz 30.

#### 100 m Schmetterling
Finale am 13. Dezember 2009
| Platz | Land        | Athlet           | Zeit     |
| ----- | ----------- | ---------------- | -------- |
| 1     | Niederlande | Inge Dekker      | 00:55,74 |
| 2     | Frankreich  | Diane Bui Duyet  | 00:55,93 |
| 3     | Dänemark    | Jeanette Ottesen | 00:56,02 |
| 4     | Frankreich  | Aurore Mongel    | 00:56,37 |
| 5     | Norwegen    | Ingvild Snildal  | 00:56,65 |
| 6     | Dänemark    | Micha Østergaard | 00:56,86 |
| 7     | Ungarn      | Eszter Dara      | 00:57,48 |
| 8     | Schweden    | Sarah Sjöström   | 00:57,87 |
| 9     | Italien     | Silvia Di Pietro | 00:57,99 |
| 10    | Israel      | Amit Ivry        | 00:58,62 |

- Birgit Koschischek belegte mit 00:57,86 min im Semifinale Platz 12.
- Lena Kalla belegte mit 00:58,77 min im Semifinale Platz 16.

#### 200 m Schmetterling
Finale am 10. Dezember 2009
| Platz | Land            | Athlet                 | Zeit     |
| ----- | --------------- | ---------------------- | -------- |
| 1     | Frankreich      | Aurore Mongel          | 02:03,22 |
| 2     | Schweden        | Petra Granlund         | 02:03,82 |
| 3     | Deutschland     | Franziska Hendke       | 02:04,68 |
| 4     | Dänemark        | Micha Østergaard       | 02:05,31 |
| 5     | Schweden        | Martina Granström      | 02:05,33 |
| 6     | Ungarn          | Agnes Mutina           | 02:05,49 |
| 7     | Ungarn          | Zsuzsanna Jakobos      | 02:07,25 |
| 8     | Spanien         | Paula Camino Estudillo | 02:08,19 |
| 9     | Finnland        | Emilia Pikkarainen     | 02:08,65 |
| 10    | Verein. Königr. | Emma Smithurst         | 02:09,31 |

### Rücken

#### 50 m Rücken
Finale am 12. Dezember 2009
| Platz | Land       | Athlet                  | Zeit        |
| ----- | ---------- | ----------------------- | ----------- |
| 1     | Kroatien   | Sanja Jovanović         | 00:25,70 WR |
| 2     | Belarus    | Aljaxandra Herassimenja | 00:26,12    |
| 3     | Russland   | Xenija Moskwina         | 00:26,38    |
| 4     | Polen      | Aleksandra Urbańczyk    | 00:26,93    |
| 5     | Österreich | Fabienne Nadarajah      | 00:27,10    |
| 6     | Tschechien | Simona Baumrtová        | 00:27,12    |
| 7     | Italien    | Laura Letrari           | 00:27,13    |
| 8     | Spanien    | Mercedes Peris          | 00:27,14    |
| 9     | Italien    | Elena Gemo              | 00:27,18    |
| 10    | Russland   | Marija Gromowa          | 00:27,38    |

#### 100 m Rücken
Finale am 11. Dezember 2009
| Platz | Land        | Athlet                  | Zeit        |
| ----- | ----------- | ----------------------- | ----------- |
| 1     | Russland    | Xenija Moskwina         | 00:56,36 ER |
| 2     | Kroatien    | Sanja Jovanović         | 00:56,93    |
| 3     | Belarus     | Aljaxandra Herassimenja | 00:57,23    |
| 4     | Italien     | Elena Gemo              | 00:57,68    |
| 5     | Russland    | Marija Gromowa          | 00:57,76    |
| 6     | Dänemark    | Pernille Jessing Larsen | 00:58,03    |
| 7     | Frankreich  | Alexianne Castel        | 00:58,17    |
| 8     | Deutschland | Daniela Samulski        | 00:58,33    |
| 9     | Ukraine     | Daryna Sewina           | 00:58,45    |
| 10    | Polen       | Alicja Tchórz           | 00:59,08    |

#### 200 m Rücken
Finale am 13. Dezember 2009
| Platz | Land            | Athlet                  | Zeit     |
| ----- | --------------- | ----------------------- | -------- |
| 1     | Frankreich      | Alexianne Castel        | 02:02,67 |
| 2     | Deutschland     | Jenny Mensing           | 02:03,31 |
| 3     | Dänemark        | Pernille Jessing Larsen | 02:03,50 |
| 4     | Slowenien       | Anja Carman             | 02:04,04 |
| 5     | Russland        | Xenija Moskwina         | 02:04,48 |
| 6     | Ungarn          | Nikolett Szepesi        | 02:04,68 |
| 7     | Tschechien      | Simona Baumrtová        | 02:05,07 |
| 8     | Verein. Königr. | Stephanie Proud         | 02:05,52 |
| 9     | Irland          | Melanie Nocher          | 02:06,70 |
| 10    | Tschechien      | Lenka Jarosova          | 02:06,89 |

### Brust

#### 50 m Brust
Finale am 10. Dezember 2009
| Platz | Land        | Athlet                | Zeit        |
| ----- | ----------- | --------------------- | ----------- |
| 1     | Niederlande | Moniek Nijhuis        | 00:29,68 CR |
| 2     | Estland     | Jane Trepp            | 00:29,82    |
| 3     | Deutschland | Janne Schäfer         | 00:29,92    |
| 4     | Russland    | Daria Deewa           | 00:30,14    |
| 5     | Norwegen    | Katharina Stiberg     | 00:30,18    |
| 6     | Deutschland | Dorothea Brandt       | 00:30,19    |
| 7     | Dänemark    | Rikke Møller Pedersen | 00:30,29    |
| 8     | Schweden    | Jennie Johansson      | 00:30,30    |
| 9     | Schweden    | Rebecca Ejdervik      | 00:30,36    |
| 10    | Spanien     | Concepción Badillo    | 00:30,56    |

- Sarah Poewe belegte mit 00:30,19 min im Vorlauf den geteilten 3. Platz, konnte aber nicht aufsteigen, da sie nur die drittschnellste deutsche Schwimmerin war.
- Caroline Ruhnau belegte mit 00:30,44 min im Vorlauf Platz 10, konnte aber ebenso wie Poewe auf Grund der Nationenregel nicht aufsteigen.
- Patrizia Humplik belegte mit 00:31,60 min im Vorlauf Platz 34.

#### 100 m Brust
Finale am 13. Dezember 2009
| Platz | Land        | Athlet            | Zeit        |
| ----- | ----------- | ----------------- | ----------- |
| 1     | Deutschland | Caroline Ruhnau   | 01:04,84 CR |
| 2     | Niederlande | Moniek Nijhuis    | 01:04,96    |
| 3     | Schweden    | Jennie Johansson  | 01:05,19    |
| 4     | Norwegen    | Katharina Stiberg | 01:05,26    |
| 5     | Schweden    | Rebecca Ejdervik  | 01:05,67    |
| 6     | Frankreich  | Sophie de Ronchi  | 01:05,70    |
| 7     | Deutschland | Sarah Poewe       | 01:06,12    |
| 8     | Russland    | Daria Deewa       | 01:06,88    |
| 9     | Niederlande | Lia Dekker        | 01:06,88    |
| 10    | Russland    | Swetlana Karpeewa | 01:08,22    |

- Patrizia Humplik belegte mit 01:06,42 min im Semifinale Platz 12.
- Sandra Swierczewska belegte mit 01:08,07 min im Vorlauf Platz 32.
- Uschi Halbreiner belegte mit 01:09,31 min im Vorlauf Platz 45.

#### 200 m Brust
Finale am 11. Dezember 2009
| Platz | Land            | Athlet                  | Zeit        |
| ----- | --------------- | ----------------------- | ----------- |
| 1     | Dänemark        | Rikke Møller Pedersen   | 02:16,66 ER |
| 2     | Serbien         | Nađa Higl               | 02:17,52    |
| 3     | Schweden        | Joline Höstman          | 02:09,28    |
| 4     | Russland        | Anastassija Tschaun     | 02:20,32    |
| 5     | Deutschland     | Caroline Ruhnau         | 02:20,41    |
| 6     | Verein. Königr. | Hannah Miley            | 02:20,61    |
| 7     | Spanien         | Marina García Urzainqui | 02:21,86    |
| 7     | Deutschland     | Sarah Poewe             | 02:21,86    |
| 9     | Italien         | Chiara Boggiatto        | 02:22,77    |
| 10    | Frankreich      | Sophie de Ronchi        | 02:23,48    |

- Sandra Swierczewska belegte mit 02:24,21 min im Vorlauf Platz 12.
- Patrizia Humplik belegte mit 02:24,82 min im Vorlauf Platz 14.

### Lagen

#### 100 m Lagen
Finale am 12. Dezember 2009
| Platz | Land        | Athlet               | Zeit        |
| ----- | ----------- | -------------------- | ----------- |
| 1     | Niederlande | Hinkelien Schreuder  | 00:57,85 CR |
| 2     | Ungarn      | Evelyn Verrasztó     | 00:58,21    |
| 3     | Finnland    | Hanna-Maria Seppälä  | 00:58,86    |
| 4     | Belarus     | Swjatlana Chachlowa  | 00:59,49    |
| 5     | Estland     | Jane Trepp           | 00:59,53    |
| 6     | Norwegen    | Katharina Stiberg    | 00:59,55    |
| 7     | Deutschland | Theresa Michalak     | 01:00,7     |
| 8     | Russland    | Darja Beljakina      | 01:00,18    |
| 9     | Frankreich  | Lara Grangeon        | 01:00,28    |
| 10    | Polen       | Aleksandra Urbańczyk | 01:01,63    |

- Uschi Halbreiner belegte mit 01:01,84 min im Semifinale Platz 20.

#### 200 m Lagen
Finale am 10. Dezember 2009
| Platz | Land            | Athlet            | Zeit        |
| ----- | --------------- | ----------------- | ----------- |
| 1     | Ungarn          | Evelyn Verrasztó  | 02:04:64 WR |
| 2     | Italien         | Francesca Segat   | 02:06,21    |
| 3     | Verein. Königr. | Hannah Miley      | 02:06,96    |
| 4     | Russland        | Darija Beljakina  | 02:07,55    |
| 5     | Russland        | Swetlana Karpeewa | 02:07,64    |
| 6     | Frankreich      | Camille Muffat    | 02:07,69    |
| 7     | Frankreich      | Sophie de Ronchi  | 02:07,80    |
| 8     | Deutschland     | Theresa Michalak  | 02:08,20    |
| 9     | Schweden        | Stina Gardell     | 02:09,31    |
| 10    | Belgien         | Kimberly Buys     | 02:09,60    |

- Uschi Halbreiner belegte mit 02:14,48 min im Vorlauf Platz 23.
- Sandra Swierczewska belegte mit 02:20,41 min im Vorlauf Platz 32.

#### 400 m Lagen
Finale am 13. Dezember 2009
| Platz | Land           | Athlet                 | Zeit     |
| ----- | -------------- | ---------------------- | -------- |
| 1     | Verein. Königr | Hannah Miley           | 04:25,66 |
| 2     | Spanien        | Mireia Belmonte García | 04:27,60 |
| 3     | Ungarn         | Zsuzsanna Jakabos      | 04:28,46 |
| 4     | Italien        | Francesca Segat        | 04:29,71 |
| 5     | Schweden       | Stina Gardell          | 04:31,70 |
| 6     | Slowenien      | Anja Klinar            | 04:32,20 |
| 7     | Deutschland    | Nina Schiffer          | 04:32,23 |
| 8     | Frankreich     | Lara Grangeon          | 04:34,23 |
| 9     | Russland       | Swetlana Karpeewa      | 04:35,01 |
| 10    | Tschechien     | Barbora Závadová       | 04:37,22 |

- Theresa Michalak belegte mit 04:36,41 min im Vorlauf Platz 12.
- Jördis Steinegger belegte mit 04:39,78 min im Vorlauf Platz 15.

### Staffel

#### Staffel 4 × 50 m Freistil
Finale am 11. Dezember 2009
| Platz | Land            | Athleten                                                                                        | Zeit         |
| ----- | --------------- | ----------------------------------------------------------------------------------------------- | ------------ |
| 1     | Niederlande     | - Inge Dekker - Hinkelien Schreuder - Saskia de Jonge - Ranomi Kromowidjojo                     | 01:33,25 WBZ |
| 2     | Schweden        | - Emma Svensson - Josefin Lillhage - Claire Hedenskog - Sarah Sjöström                          | 01:35,46     |
| 3     | Deutschland     | - Dorothea Brandt - Daniela Samulski - Lisa Vitting - Daniela Schreiber                         | 01:36,73     |
| 4     | Italien         | - Laura Letrari - Silvia Di Pietro - Elena Gemo - Federica Pellegrini                           | 01:39,03     |
| 5     | Finnland        | - Emilia Pikkarainen - Marlene Niemi - Riia-Rosa Koskelainen - Hanna-Maria Seppälä              | 01:39,12     |
| 6     | Verein. Königr. | - Amy Smith - Katherine Wyld - Rebecca Turner - Jessica Sylvester                               | 01:40,12     |
| 7     | Irland          | - Niamh O’Sullivan - Clare Dawson - Aisling Cooney - Melanie Nocher                             | 01:42,52     |
| 8     | Island          | - Ragnheiður Ragnarsdóttir - Ingibjörg Jónsdóttir - Hrafnhildur Lúthersdóttir - Inga Elin Cryer | 01:42,88     |
| 9     | Türkei          | - Iris Rosenberger - Ceren Dilek - Gizem Çam - Burcu Dolunay                                    | 0:1,43,72    |
| DSQ   | Russland        | - Swetlana Fedulowa - Anastassija Aksenowa - Wiktorija Andrejewa - Darja Beljakina              |              |

#### Staffel 4 × 50 m Lagen
Finale am 12. Dezember 2009
| Platz | Land        | Athleten                                                                                 | Zeit         |
| ----- | ----------- | ---------------------------------------------------------------------------------------- | ------------ |
| 1     | Niederlande | - Hinkelien Schreuder - Moniek Nijhuis - Inge Dekker - Ranomi Kromowidjojo               | 01:42,69 WBZ |
| 2     | Schweden    | - Emma Svensson - Josefin Lillhage - Sarah Sjöström - Claire Hedenskog                   | 01:45,13     |
| 3     | Russland    | - Xenija Moskwina - Daria Deewa - Olga Kljutschnikowa - Swetlana Fedulowa                | 01:46,10     |
| 4     | Belarus     | - Aljaksandra Herassimenja - Ina Kapischyna - Iryna Njafjodawa - Swjatlana Chachlowa     | 01:46,34     |
| 5     | Dänemark    | - Pernille Jessing Larsen - Rikke Møller Pedersen - Jeanette Ottesen - Micha Østergaard  | 01:46,43     |
| 6     | Polen       | - Aleksandra Urbańczyk - Karolina Szczepaniak - Agata Korc - Katarzyna Wilk              | 01:47,13     |
| 7     | Norwegen    | - Katharina Stiberg - Henriette Martinsen - Ingvild Snildal - Cecilie Johannessen        | 01:47,38     |
| 8     | Italien     | - Elena Gemo - Ilaria Scarcella - Silvia Di Pietro - Federica Pellegrini                 |              |
| 9     | Spanien     | - Mercedes Peris - Concepción Badillo - Ángela San Juan Cisneros - María Fuster Martínez | 01:48,95     |
| DSQ   | Deutschland | - Daniela Samulski - Janne Schäfer - Lena Kalla - Dorothea Brandt                        |              |